# Jevgeni Korotysjkin
Jevgeni Jevgenjevitsj Korotysjkin (Russisch: Евгений Евгеньевич Коротышкин) (Moskou, 30 april 1983) is een Russische zwemmer. Hij vertegenwoordigde zijn vaderland op de Olympische Zomerspelen 2004 in Athene, op de Olympische Zomerspelen 2008 in Peking en op de Olympische Zomerspelen 2012 in Londen. Op de kortebaan is Korotysjkin wereldrecordhouder op de 100 meter vlinderslag en mede-eigenaar van het wereldrecord op de 4x100 meter wisselslag.

## Carrière
Bij zijn internationale debuut, op de Europese kampioenschappen zwemmen 2002 in Berlijn, werd Korotysjkin uitgeschakeld in de series van de 50 en de 100 meter vlinderslag. Op de Europese kampioenschappen kortebaanzwemmen 2002 in Riesa eindigde de Rus als vijfde op de 100 meter vlinderslag, op de 50 meter vlinderslag strandde hij in de series. 
Tijdens de wereldkampioenschappen zwemmen 2003 in Barcelona veroverde Korotysjkin de bronzen medaille op de 50 meter vlinderslag, op de 100 meter vlinderslag bereikte hij de achtste plaats. Op de 4x100 meter wisselslag zwom hij in de series samen met Jevgeni Alesjin, Dimitri Komornikov en Denis Pimankov. Het kwartet werd in de finale vervangen door Arkadi Vjatsjanin, Roman Ivanovski, Igor Martsjenko en Aleksandr Popov, dit viertal eindigde op tweede plaats waardoor Korotysjkin de zilveren medaille in ontvangst mocht nemen voor zijn inspanningen in de series. In Dublin nam de Rus deel aan de Europese kampioenschappen kortebaanzwemmen 2003, op dit toernooi eindigde hij als zesde op de 100 meter vlinderslag en werd hij uitgeschakeld in de halve finales van de 50 meter vlinderslag. 
Op de Europese kampioenschappen zwemmen 2004 in Madrid eindigde Korotysjkin op de vijfde plaats op zowel de 50 als de 100 meter vlinderslag. Tijdens de Olympische Zomerspelen van 2004 in Athene strandde de Rus in de halve finales van de 100 meter vlinderslag, op de 4x100 meter wisselslag zwom hij alleen in de series. In Indianapolis nam Korotyshkin deel aan de wereldkampioenschappen kortebaanzwemmen 2004, op dit toernooi bereikte hij de zesde plaats op de 50 meter vlinderslag en de zevende plaats op de 100 meter vlinderslag.

### 2005-2008
Op de wereldkampioenschappen zwemmen 2005 in Montreal eindigde Korotysjkin als vijfde op de vlinderslag en als zesde op de 50 meter vlinderslag. Op de 4x100 meter wisselslag zwom hij samen met Arkadi Vjatsjanin, Grigori Falko en Jevgeni Lagoenov in de series, in de finale zwommen Vjatsjanin, Dimitri Komornikov, Igor Martsjenko en Andrej Kapralov naar de tweede plaats. Voor zijn inspanningen in de series ontving Korotysjkin de zilveren medaille. In Triëst nam de Rus deel aan de Europese kampioenschappen kortebaanzwemmen 2005, op de 100 meter vlinderslag sleepte hij de zilveren medaille in de wacht en op de 50 meter vlinderslag eindigde hij als vierde.
Op de wereldkampioenschappen kortebaanzwemmen 2006 in Shanghai eindigde Korotysjkin als zevende op de 100 meter vlinderslag en op de 50 meter vlinderslag strandde hij in de halve finales. Op de 4x100 meter wisselslag zwom hij samen met Arkadi Vjatsjanin, Dimitri Komornikov en Jevgeni Lagoenov naar de vierde plaats. Tijdens de Europese kampioenschappen zwemmen 2006 in Boedapest bereikte de Rus de zevende plaats op de 50 meter vlinderslag, op de 100 meter vlinderslag werd hij uitgeschakeld in de halve finales. Op de 4x100 meter wisselslag zwom hij alleen in de series. Op de Europese kampioenschappen kortebaanzwemmen 2006 in Helsinki eindigde Korotyshkin als vierde op de 100 meter vlinderslag en als vijfde op de 50 meter vlinderslag. Op de 4x50 meter vrije slag eindigde hij samen met Jevgeni Lagoenov, Andrej Gretsjin en Arkadi Vjatsjanin als zevende, op de 4x50 meter wisselslag was de vijfde plaats samen met Vjatsjanin, Lagoenov en Sergej Gejbel zijn deel.
Op de wereldkampioenschappen zwemmen 2007 in Melbourne strandde Korotyshkin in de series van de 50 en de 100 meter vlinderslag. In Debrecen nam de Rus deel aan de Europese kampioenschappen kortebaanzwemmen 2007, op dit toernooi veroverde hij de zilveren medaille op zowel de 50 als de 100 meter vlinderslag. Samen met Stanislav Donets, Dimitri Komornikov en Sergej Fesikov werd hij vice-Europees kampioen op de 4x50 meter wisselslag.
Op de Europese kampioenschappen zwemmen 2008 in Eindhoven veroverde Korotysjkin de Europese titel op de 100 meter vlinderslag, daarnaast eindigde hij als zevende op de 50 meter vlinderslag. Op de 4x100 meter wisselslag sleepte hij samen met Arkadi Vjatsjanin, Grigori Falko en Andrej Gretsjin de gouden medaille in de wacht. Enkele weken later nam de Rus deel aan de wereldkampioenschappen kortebaanzwemmen 2008 in Manchester. Op dit toernooi legde hij beslag op de bronzen medaille op de 50 meter vlinderslag en op de 100 meter vlinderslag werd hij in de halve finales uitgeschakeld. Samen met Stanislav Donets, Sergej Gejbel en Aleksandr Soechoroekov veroverde hij de wereldtitel op de 4x100 meter wisselslag, het kwartet verbeterde tevens het wereldrecord. Tijdens de Olympische Zomerspelen van 2008 in Peking strandde Korotysjkin in de series van de 100 meter vlinderslag. Op de 4x100 meter wisselslag eindigde hij samen met Arkadi Vjatsjanin, Roman Sloednov en Jevgeni Lagoenov op de vierde plaats, het viertal verbeterde het Europees record. Op de Europese kampioenschappen kortebaanzwemmen 2008 in Rijeka eindigde de Rus als vierde op zowel de 50 als de 100 meter vlinderslag. Samen met Stanislav Donets, Sergej Gejbel en Jevgeni Lagoenov sleepte hij de zilveren medaille in de wacht op de 4x50 meter wisselslag.

### 2009-heden
In Rome nam Korotysjkin deel aan de wereldkampioenschappen zwemmen 2009, op dit toernooi werd hij uitgeschakeld in de halve finales van de 50 en de 100 meter vlinderslag. Op de 4x100 meter wisselslag eindigde hij samen met Arkadi Vjatsjanin, Grigori Falko en Andrej Gretsjin op de zesde plaats. Tijdens de Europese kampioenschappen kortebaanzwemmen 2009 in Istanboel sleepte de Rus de Europese titel in de wacht op de 100 meter vlinderslag en de bronzen medaille op de 50 meter vlinderslag, samen met Stanislav Donets, Sergej Gejbel en Sergej Fesikov legde hij beslag op de Europese titel op de 4x50 meter wisselslag. Op de 4x50 meter vrije slag zwom hij samen met Oleg Tichobajev, Jevgeni Lagoenov en Andrej Gretsjin in de series, in de finale werd hij vervangen door Andrej Fesikov die samen met de andere drie op de vierde plaats eindigde.
Op de Europese kampioenschappen zwemmen 2010 in Boedapest veroverde Korotysjkin de Europese titel op de 100 meter vlinderslag en de bronzen medaille op de 50 meter vlinderslag. Samen met Stanislav Donets, Roman Sloednov en Jevgeni Lagoenov sleepte hij de zilveren medaille in de wacht op de 4x100 meter wisselslag. In Dubai nam de Rus deel aan de wereldkampioenschappen kortebaanzwemmen 2010, op dit toernooi werd hij wereldkampioen op de 100 meter vlinderslag en strandde hij in de halve finales van de 50 meter vlinderslag. Op de 4x100 meter wisselslag legde hij samen met Stanislav Donets, Stanislav Lachtjoechov en Nikita Lobintsev beslag op de zilveren medaille.
Tijdens de wereldkampioenschappen zwemmen 2011 in Shanghai eindigde Korotysjkin als zesde op de 100 meter vlinderslag, samen met Stanislav Donets, Roman Sloednov en Sergej Fesikov werd hij uitgeschakeld in de series van de 4x100 meter wisselslag. Op de Europese kampioenschappen kortebaanzwemmen 2011 in Szczecin veroverde de Rus op de 100 meter vlinderslag de bronzen medaille, daarnaast strandde hij in de series van de 50 meter vlinderslag. Samen met Vitali Borisov, Sergej Gejbel en Sergej Fesikov sleepte hij de zilveren medaille in de wacht op de 4x50 meter wisselslag.
In Londen nam Korotysjkin deel aan de Olympische Zomerspelen van 2012, op dit toernooi behaalde hij de zilveren medaille op de 100 meter vlinderslag. Tijdens de Europese kampioenschappen kortebaanzwemmen 2012 in Chartres veroverde de Rus de Europese titel op de 100 meter vlinderslag, op de 50 meter vlinderslag werd hij uitgeschakeld in de series. Op de 4x50 meter wisselslag legde hij samen met Vladimir Morozov, Oleg Oetechin en Jevgeni Lagoenov beslag op de zilveren medaille. Samen met Vladimir Morozov, Andrej Gretsjin en Vitali Syrnikov zwom hij in de series van de 4x50 meter vrije slag, in de finale sleepten Morozov, Gretsjin en Syrnikov samen met Jevgeni Lagoenov de zilveren medaille in de wacht. Voor zijn aandeel in de series ontving Korotysjkin eveneens de zilveren medaille.

## Internationale toernooien
| Jaar | Olympische Spelen                                                          | WK langebaan                                                                                    | WK kortebaan                                                                                    | EK langebaan                                                                                    | EK kortebaan |
| ---- | -------------------------------------------------------------------------- | ----------------------------------------------------------------------------------------------- | ----------------------------------------------------------------------------------------------- | ----------------------------------------------------------------------------------------------- | --- |
| 2002 |                                                                            |                                                                                                 | geen deelname                                                                                   | 18e 50m vlinderslag 18e 100m vlinderslag                                                        | 18e 50m vlinderslag 5e 100m vlinderslag 12e 4x50m vrije slag 6e 4x50m wisselslag Korotysjkin zwom enkel de series    |
| 2003 |                                                                            | 50m vlinderslag · 8e 100m vlinderslag · 4x100m wisselslag · Korotysjkin zwom enkel de series    |                                                                                                 |                                                                                                 | 9e 50m vlinderslag 6e 100m vlinderslag                                                                               |
| 2004 | 10e 100m vlinderslag 4e 4x100m wisselslag Korotysjkin zwom enkel de series |                                                                                                 | 6e 50m vlinderslag · 7e 100m vlinderslag · 4x100m wisselslag · Korotysjkin zwom enkel de series | 5e 50m vlinderslag 5e 100m vlinderslag 4e 4x100m wisselslag Korotysjkin zwom enkel de series    | geen deelname |
| 2005 |                                                                            | 6e 50m vlinderslag · 5e 100m vlinderslag · 4x100m wisselslag · Korotysjkin zwom enkel de series |                                                                                                 |                                                                                                 | 4e 50m vlinderslag · 100m vlinderslag                                                                                |
| 2006 |                                                                            |                                                                                                 | 9e 50m vlinderslag 7e 100m vlinderslag 4e 4x100m wisselslag                                     | 7e 50m vlinderslag · 9e 100m vlinderslag · 4x100m wisselslag · Korotysjkin zwom enkel de series | 5e 50m vlinderslag 4e 100m vlinderslag 7e 4x50m vrije slag 5e 4x50m wisselslag                                       |
| 2007 |                                                                            | 24e 50m vlinderslag 22e 100m vlinderslag                                                        |                                                                                                 |                                                                                                 | 50m vlinderslag · 100m vlinderslag · 4x50m wisselslag                                                                |
| 2008 | 24e 100m vlinderslag 4e 4x100m wisselslag                                  |                                                                                                 | 50m vlinderslag · 9e 100m vlinderslag · 4x100m wisselslag                                       | 7e 50m vlinderslag · 100m vlinderslag · 4x100m wisselslag                                       | 4e 50m vlinderslag · 4e 100m vlinderslag · 4e 4x50m vrije slag · Korotysjkin zwom enkel de series · 4x50m wisselslag |
| 2009 |                                                                            | 13e 50m vlinderslag 9e 100m vlinderslag 6e 4x100m wisselslag                                    |                                                                                                 |                                                                                                 | 50m vlinderslag · 100m vlinderslag · 4e 4x50m vrije slag · Korotysjkin zwom enkel de series · 4x50m wisselslag       |
| 2010 |                                                                            |                                                                                                 | 11e 50m vlinderslag · 100m vlinderslag · 4x100m wisselslag                                      | 50m vlinderslag · 100m vlinderslag · 4x100m wisselslag                                          | geen deelname |
| 2011 |                                                                            | 6e 100m vlinderslag 12e 4x100m wisselslag                                                       |                                                                                                 |                                                                                                 | 11e 50m vlinderslag · 100m vlinderslag · 4x100m wisselslag                                                           |
| 2012 | 100m vlinderslag                                                           |                                                                                                 | geen deelname                                                                                   | geen deelname                                                                                   | 13e 50m vlinderslag · 100m vlinderslag · 4x50m vrije slag · Korotysjkin zwom enkel de series · 4x50m wisselslag      |

## Persoonlijke records
Bijgewerkt tot en met 15 november 2009
Kortebaan
| Afstand          | Tijd  | Datum            | Plaats  |
| ---------------- | ----- | ---------------- | ------- |
| 50m vlinderslag  | 22,33 | 14 november 2009 | Berlijn |
| 100m vlinderslag | 48,48 | 15 november 2009 | Berlijn |

Langebaan
| Afstand          | Tijd  | Datum        | Plaats |
| ---------------- | ----- | ------------ | ------ |
| 50m vlinderslag  | 23,24 | 26 juli 2009 | Rome   |
| 100m vlinderslag | 51,26 | 31 juli 2009 | Rome   |